# Челсі Квін Ярбро
Че́лсі Квін Я́рбро (англ. Chelsea Quinn Yarbro, 15 вересня 1942 року, Берклі) — американська письменниця, що пише переважно у жанрах фантастики жахів, фентезі та містики, меншою мірою виступає в області наукової фантастики та альтернативної історії, а також детективної та гостросюжетної прози. Ярбро є автором понад ніж 80 романів, більш ніж 70 оповідань та декілька десятків есе та рецензій, серед яких найвідомішим стала серія історичних романів жахів про вампіра графа Сен-Жермена. Твори Челсі Квін Ярбро перекладені французькою, нідерландською, німецькою, італійською, іспанською, португальською і російською мовами. Пише як під власним ім'ям, так і під низкою псевдонімів, а також у співавторстві з іншими письменниками.

## Біографія
Челсі Квін Ярбро народилася 15 вересня 1942 року в Берклі, штат Каліфорнія. Батько, Кларенс Елмер (англ. Clarence Elmer), був картографом, мати, Лілліан Четфілд (англ. Lillian Chatfield), — акторкою. Середню та старшу школу закінчила у рідному місті, після чого в 1960—1963 роках навчалася у державному коледжі Сан-Франциско (сучасний Університет штату Каліфорнія в Сан-Франциско), де відвідувала курси драматургії.
Письменницьку діяльність почала на початку 1960-х років, у 1961—1962 роках писала п'єси для дитячого театру Mirthmaker's Children's Theatre, але з середини 1960-х років перейшла до художньої літератури. Після закінчення коледжу працювала картографом у фірмі свого батька, завдяки чому часто малює мапи до своїх книжок і іноді — до творів інших авторів. Приблизно тоді ж почала вивчати окультні науки, від алхімії до зоомантії (гадання по поведінці тварин), наприкінці 1970-їх років підробляла гаданням на картах Таро та хіромантією у Сан-Франциско.
У 1969 році Челсі Квін Ярбро опублікувала своє перше оповідання The Posture of Prophecy в журналі If, а з 1970 року присвятила увесь свій час письменницькій діяльності. З того часу вона написала більш ніж 80 романів та повістей, а також багато оповідань. Ярбро працює у широкому спектрі жанрів, від наукової фантастики до вестернів, від підліткової пригодницької літератури до історичного хоррору. Найвідомішими її творами стали романи з циклу про вампіра графа Сен-Жермена (який, втім, не має жодного стосунку до реальної особи з таким ім'ям). Цей цикл — найтриваліша серія творів про вампірів, образ його головного героя, вампіра Сен-Жермена, цілковито відрізняється від класичного образу вампіра, що існував у художній літературі до цього, і започаткував нову інтерпретацію вампірів як шляхетних і романтизованих героїв.
За свій внесок до літератури жахів Челсі Квін Ярбро отримала світове визнання. Так, у 1995 році, на запрошення уряду Румунії Ярбро стала єдиним запрошеним письменником на Першому Світовому конгресі Дракули (англ. First World Dracula Congress) в Румунії. У 2003 році на World Horror Convention письменницю обрали гранд-мастером, і Ярбро стала другою жінкою, після Енн Райс, що отримала цей титул. У 2006 році товариство International Horror Guild присудило Ярбро титул «Живої легенди»; у минулому його присуджували таким письменникам як Стівен Кінг, Клайв Баркер, Річард Метісон, Рей Бредбері, а Челсі Квін Ярбро стала першою жінкою, яка отримала цей титул. У 2014 році Челсі Квін Ярбро отримала Всесвітню премію фентезі «За заслуги перед жанром».
У 1988—1990 роках Челсі Квін Ярбро обіймала посаду президента асоціації Horror Writers Association, ставши першою в історії жінкою на цій посаді.
В середньому, Ярбро пише 3-4 книги та 1-2 оповідання чи есе на рік, працюючи 6 годин на день, 6 днів на тиждень

### Особисте життя
У листопаді 1969 року Челсі Квін Ярбро одружилася з Дональдом Сімпсоном. Розлучилася з ним у лютому 1982 року. Дітей не має. Проживає неподалік від Сан-Франциско, у рідному місті Берклі. Захоплюється також композиторством, за своє життя навчилася грати на семи музичних інструментах, вивчала вокал і музичну теорію.

## Нагороди та номінації
- 1973 — премія Mystery Writers of America Scrolls[6]
- 1979 — номінація на Всесвітню премію фентезі за найкращий роман (за роман The Palace)
- 1980 — номінація на Всесвітню премію фентезі за найкращий роман (за роман Ariosto)[20]
- 1980 — номінація на премію «Локус» (за роман The Palace)
- 1981 — номінація на премію «Локус» (за роман Ariosto)
- 1981 — номінація на Balrog Awards (за роман Ariosto)[20]
- 1982 — номінація на премію «Локус» (за роман Path of the Eclipse)
- 1983 — номінація на премію «Локус» (за роман Tempting Fate)
- 1986 — премія Mystery Writers of America Scrolls[6]
- 1986 — номінація на Всесвітню премію фентезі за найкращий твір короткої форми (за оповідання Cabin 33)[20]
- 1987 — номінація на Всесвітню премію фентезі за найкращу повість (за повість Do I Dare to Eat a Peach?)[20]
- 1991 — номінація на Премію Брема Стокера (за роман Advocates; у співавторстві з С'юзі Маккі Чарнас)[21]
- 1991 — номінація на премію альманаха Gigamesh (за роман Hyacinths)[20]
- 1993 — премія Fine Foundation Award for Literary Achievement[5]
- 1997 — премія Knightly Order of the Brasov Citadel від Transylvanian Society of Dracula (разом із Фредом Саберхагеном)[5]
- 1998 — премія Лорда Рутвена (за роман Writ in Blood)[20]
- 2003 — звання «Гросмейстер жахів»World Horror Convention[5]
- 2006 — премія Living Legend Award від International Horror Guild
- 2006 — Премія «Італія» за найкращий зарубіжний твір (за роман Hôtel Transylvania)[20]
- 2009 — Премія Брема Стокера «За заслуги перед жанром»[5][21] (присуджена у 2008 році, вручена у 2009 році)
- 2014 — Всесвітня премія фентезі: «За заслуги перед жанром»